# زكي إبراهيم
زكى إبراهيم (9 سبتمبر 1884 - 16 فبراير 1971)، ممثل مصري. اسمه زكي إبراهيم الفيومي، من أسرة تركيه، بدأ مشوارة الفنى وهو كبير في السن، حيث كان يعمل وهو ضابط شرطة، ثم فصل وذلك لإصابته في عينه، التحق بعدة فرق مسرحية، فرقة رمسيس، وفرقة فاطمة رشدي، وفرقة علي الكسار، وأصبح لامعا حيث مثل في مسرحيات  ادار أمان ، و الشياطين ،  ومسير الحى ،  والبريمادونة ،  وشيخ البلد . وقام باقتباس وترجمه عدد من المسرحيات ومنها  كلنا في الهوى ، وقام بتأليف مسرحية  شيخ البلد  وفي عام 1952 تم تأسيس المسرح العسكري فألتحق به زكى إبراهيم ثم انضم لمسرح إسماعيل ياسين عام 1954. ومثل عددا من المسرحيات في فرقه إسماعيل ياسين. في أواخر السيتينات أعتزل التثيل لظروفه الصحية، له أبنه ممثله هي الفنانة هدى زكي. أدى دور العجوز بما يتناسب مع الدور، فهو أما أب أو جد، وهو عفريت في  عفريته هانم ، وقد منح أدوار لشيخوخه وقارا ملحوظا.

## أعماله
| 1. العبيط فيلم 1966 2. الرجل المجهول فيلم 1965 3. العقل والمال فيلم 1965 4. مع الناس فيلم 1964 5. كل الرجالة كده مسرحية 1964 6. طريق الشيطان 1963 7. الناصر صلاح الدين فيلم 1963 رجل عجوز 8. موعد في البرج فيلم 1962 9. سر الغائب فيلم 1962 10. حب وعذاب فيلم 1961 11. معبد الحب (فيلم)1961 12. السبع بنات فيلم 1961 13. أبو الليل فيلم 1960 14. سوق السلاح فيلم 1960 15. انا بريئة فيلم 1959 16. حب إلى الأبد فيلم 1959 17. عواطف فيلم 1958 18. مجرم في إجازة فيلم 1958 19. غريبة فيلم 1958 20. حتى نلتقى فيلم 1958 21. الحب الصامت فيلم 1958 22. فتى أحلامى فيلم 1957 23. المتهم فيلم 1957 24. الفتوة فيلم 1957 متردد علي مكتب الباشا 25. أرض الأحلام فيلم 1956 26. شاطئ الذكريات فيلم 1955 27. عهد الهوى فيلم 1955 28. في سبيل الحب فيلم 1955 29. قلبي يهواك (فيلم) 1955 | 1. لحن الوفاء فيلم 1955 عم الموسيقار علام 2. الله معنا فيلم 1955 3. عرايس في المزاد فيلم 1955 4. جريمة حب فيلم 1955 5. رسالة غرام فيلم 1954 6. الشيخ حسن فيلم 1954 7. شيطان الصحراء فيلم 1954 8. صراع في الوادي فيلم 1954 9. قلوب الناس فيلم 1954 10. يا ظالمنى فيلم 1954 11. المال والبنون فيلم 1954 12. انا الحب فيلم 1954 13. دايماً معاك فيلم 1954 14. حدث ذات ليلة فيلم 1954 15. الملاك الظالم فيلم 1954 16. ظلموني الحبايب 1953 17. قطار الليل فيلم 1953 18. ماليش حد فيلم 1953 19. مؤامرة فيلم 1953 20. اشهدوا يا ناس فيلم 1953 21. لحن حبى فيلم 1953 22. آمنت بالله فيلم 1952 23. ظلمت روحى فيلم 1952 24. على كيفك فيلم 1952 25. مصري في لبنان فيلم 1952 26. لحن الخلود فيلم 1952 27. الزهور الفاتنة فيلم 1952 28. الام القاتلة فيلم 1952 29. سيدة القطار فيلم 1952 30. انا وحدى فيلم 1952 | 1. زمن العجائب فيلم 1952 2. بلد المحبوب فيلم 1951 3. ضحيت غرامى فيلم 1951 4. ظهور الإسلام فيلم 1951 5. وداعا يا غرامى فيلم 1951 6. وهيبة ملكة الغجر فيلم 1951 7. الحب في خطر فيلم 1951 8. أنا بنت ناس فيلم 1951 9. انتقام الحبيب فيلم 1951 10. أسرار الناس فيلم 1951 11. من غير وداع فيلم 1951 12. آخر كدبة فيلم 1950 13. أنا الماضي فيلم 1950 14. شاطئ الغرام فيلم 1950 15. الصقر فيلم 1950 16. طريق الشوك فيلم 1950 17. ظلموني الناس فيلم 1950 18. قسمة ونصيب فيلم 1950 19. أمير الانتقام فيلم 1950 الشيخ الهلالى 20. دماء في الصحراء فيلم 1950 21. أخلاق للبيع فيلم 1950 22. ما كانش على البال فيلم 1950 23. معركة الحياة فيلم 1950 24. ياسمين فيلم 1950 25. مغامرات خضرة فيلم 1950 26. نص الليل فيلم 1949 27. عفريتة هانم فيلم 1949 28. البيت الكبير فيلم 1949 29. المرأة فيلم 1949 | 1. المرأة شيطان فيلم 1949 دكتور 2. حياة حائرة 1948 3. العقاب فيلم 1948 4. القاتل فيلم 1948 5. حب وجنون 1948 6. الواجب فيلم 1948 7. ليت الشباب فيلم 1948 8. ابن الشرق فيلم 1947 9. المنتقم فيلم 1947 10. إكسبريس الحب فيلم 1946 11. الهانم فيلم 1946 12. الطائشة فيلم 1946 13. الصبر طيب فيلم 1945 14. قصة غرام فيلم 1945 15. البني آدم فيلم 1945 16. هذا جناه أبى فيلم 1945 17. سفير جهنم فيلم 1945 18. حسن وحسن فيلم 1945 19. ابن الحداد فيلم 1944 20. الطريق المستقيم فيلم 1943 21. علي بابا والأربعين حرامي فيلم 1942 22. بنت ذوات فيلم 1942 23. عريس من استانبول فيلم 1941 24. ليلى بنت المدارس فيلم 1941 25. الف ليلة وليلة فيلم 1941 والد بهاء الدين 26. قلب المرأة فيلم 1940 27. سلفنى 3 جنيه فيلم 1939 28. يوم المنى فيلم 1938 29. اليد السوداء فيلم 1936 شهاب 30. شالوم الترجمان فيلم 1935 |

## روابط خارجية
- زكي إبراهيم على موقع الدهليز
- زكي إبراهيم على موقع قاعدة بيانات الأفلام العربية